# Phlojodicarpus microcarpus
Phlojodicarpus microcarpus är en flockblommig växtart som beskrevs av Carl Friedrich von Ledebour. Phlojodicarpus microcarpus ingår i släktet Phlojodicarpus och familjen flockblommiga växter. Inga underarter finns listade i Catalogue of Life.